# Liste der Wüstungen im Main-Tauber-Kreis
Die Liste der Wüstungen im Main-Tauber-Kreis führt alle aufgegebenen Siedlungen im Main-Tauber-Kreis in Baden-Württemberg auf. Die Existenz von Wüstungen ist typischerweise durch Nennung in Urkunden oder auf historischen Karten belegt. Grundlage dieser Liste sind die auf der Website der Landesanstalt für Umwelt Baden-Württemberg genannten Wüstungen der jeweiligen Kommunen.
Seit dem Abschluss der baden-württembergischen Kreisreform von 1973 umfasst der Main-Tauber-Kreis 18 Gemeinden, darunter 11 Städte (Bad Mergentheim, Boxberg, Creglingen, Freudenberg, Grünsfeld, Külsheim, Lauda-Königshofen, Niederstetten, Tauberbischofsheim, Weikersheim und Wertheim) und 7 sonstige Gemeinden (Ahorn, Assamstadt, Großrinderfeld, Igersheim, Königheim, Werbach und Wittighausen). Diese werden in der Liste der Gemeinden im Main-Tauber-Kreis beschrieben.
Die Liste der Orte im Main-Tauber-Kreis enthält die fast 400 bestehenden Orte (Städte, Dörfer, Weiler, Höfe und Wohnplätze) des Main-Tauber-Kreises im geographischen Sinne.

## Systematische Liste
Alphabet der Städte und Gemeinden des Main-Tauber-Kreises mit den zugehörigen Wüstungen:

### Ahorn
Ahorn (53,96 km²; 2.216 Einwohner; 41 EW je km²) mit den Wüstungen Arnoldesfelden, Habihetal, Osternach und Rumphsthusen.
Siehe auch: Bestehende Orte der Gemeinde Ahorn.

### Assamstadt
Assamstadt (17,20 km²; 2.217 Einwohner; 129 EW je km²) mit den Wüstungen Dachtel, Hartbach, Hof am See und Neidingen (Neidel).
Siehe auch: Bestehende Orte der Gemeinde Assamstadt.

### Bad Mergentheim
Bilder der Wüstungen
Bad Mergentheim (129,97 km²; 24.182 Einwohner; 186 EW je km²) mit den Wüstungen Asbach, Buchele, Hof, Igelstrut, Kettenburg, Laubertsbronn, Riet und Tainbach (Deinbuch).
Siehe auch: Bestehende Orte der Stadt Bad Mergentheim.

### Boxberg
Boxberg (101,81 km²; 6.663 Einwohner; 66 EW je km²) mit den Wüstungen Brechelberg, Dietenhausen, Giffinger Grund, Goldberg, Hachtel, Kailstadt, Meisenheim, Niederweiler, Rieden, Schuckhof, Sole, Weildorf und Wingelstadt.
Siehe auch: Bestehende Orte der Stadt Boxberg.

### Creglingen
Creglingen (117,22 km²; 4.465 Einwohner; 38 EW je km²) mit den Wüstungen Alterhof, Enkersberg, Erpurg, Hellenmühle, Heroldeshalden, Heymot, Hohenweiler, Lemmerheim und Wieset.
Siehe auch: Bestehende Orte der Stadt Creglingen.

### Freudenberg
Freudenberg (34,78 km²; 3.654 Einwohner; 105 EW je km²) mit den Wüstungen Glappenhausen, Lullenseit, Räuberschlößchen (Alte Burg) und Teufelsburg.
Siehe auch: Bestehende Orte der Stadt Freudenberg.

### Großrinderfeld
Großrinderfeld (56,28 km²; 4.073 Einwohner; 72 EW je km²) mit den Wüstungen Bickelhof, Bösehof, Frohehof, Irtenberg (Erdburg) und Rohrensee.
Siehe auch: Bestehende Orte der Gemeinde Großrinderfeld.

### Grünsfeld
Grünsfeld (44,72 km²; 3.657 Einwohner; 82 EW je km²) mit den Wüstungen Schloßgewann und Steinhaus.
Siehe auch: Bestehende Orte der Stadt Grünsfeld.

### Igersheim
Igersheim (42,84 km²; 5.466 Einwohner; 128 EW je km²) mit den Wüstungen Bürzel (Börzel), Dächsenheim, Goldbach, Ritter(s)hof, Rötelsee, Schönbronn, Tückelhäuser und Wüstenneussig.
Siehe auch: Bestehende Orte der Gemeinde Igersheim.

### Königheim
Königheim (61,23 km²; 3.010 Einwohner; 49 EW je km²) mit den Wüstungen Bürgel und Langenfeld.
Siehe auch: Bestehende Orte der Gemeinde Königheim.

### Külsheim
Bilder der Wüstungen
Külsheim (81,46 km²; 5.360 Einwohner; 66 EW je km²) mit den Wüstungen Betzwiesen, Gickelhof (⊙), Hildbrandszell, Otterhof (⊙) und Wolferstetten(er Hof) (⊙).
Siehe auch: Bestehende Orte der Stadt Külsheim.

### Lauda-Königshofen
Lauda-Königshofen (94,47 km²; 14.313 Einwohner; 152 EW je km²) mit den Wüstungen Balderthausen, Ehrbrunn, Hagenfeld, Hattendorf, Karlsdorf, Lützellauda (Kleingerlachsheim), Rödelsee, Taxenfeld und Tenbach.
Siehe auch: Bestehende Orte der Stadt Lauda-Königshofen.

### Niederstetten
Niederstetten (104,06 km²; 4.857 Einwohner; 47 EW je km²) mit den Wüstungen Dunkenrod, Greifenbronn, Helmpach, Hohenweiler, Kunzenweiler, Lindlein, Radolzhausen, Raweg, Reckertsfelden, Schafhof, Schöntal und Wieset.
Siehe auch: Bestehende Orte der Stadt Niederstetten.

### Tauberbischofsheim
Bilder der Wüstungen
Tauberbischofsheim (69,31 km²; 13.463 Einwohner; 194 EW je km²) mit den Wüstungen Fahrental (Farental), Losenhof(en) (⊙), Rückertshöflein und Willetzheim (Willenzheim).
Siehe auch: Bestehende Orte der Stadt Tauberbischofsheim.

### Weikersheim
Weikersheim (80,94 km²; 7.847 Einwohner; 97 EW je km²) mit den Wüstungen Bolzhausen, Degelbronn, Hohenloch, Mutzenbronn, Niederhausen, Poppenbronner Hof, Reicheltzheim, Scheinhof, Schüleinshof (Schülleshof), Spechtshof, Tauberberg und Wessenberg.
Siehe auch: Bestehende Orte der Stadt Weikersheim.

### Werbach
Werbach (43,18 km²; 3.197 Einwohner; 74 EW je km²) mit der Wüstung Helzenberg.
Siehe auch: Bestehende Orte der Gemeinde Werbach.

### Wertheim
Wertheim (138,63 km²; 23.076 Einwohner; 167 EW je km²) mit den Wüstungen Aschertal, Bargen, Botenmühle, Geishof, Helzenberg, Kenwer, Mutershusen, Remmelhof, Wanhausen und Wetenburg.
Siehe auch: Bestehende Orte der Stadt Wertheim.

### Wittighausen
Wittighausen (32,36 km²; 1.743 Einwohner; 54 EW je km²) mit der Wüstung Erdburg.
Siehe auch: Bestehende Orte der Gemeinde Wittighausen.

## Alphabetische Liste

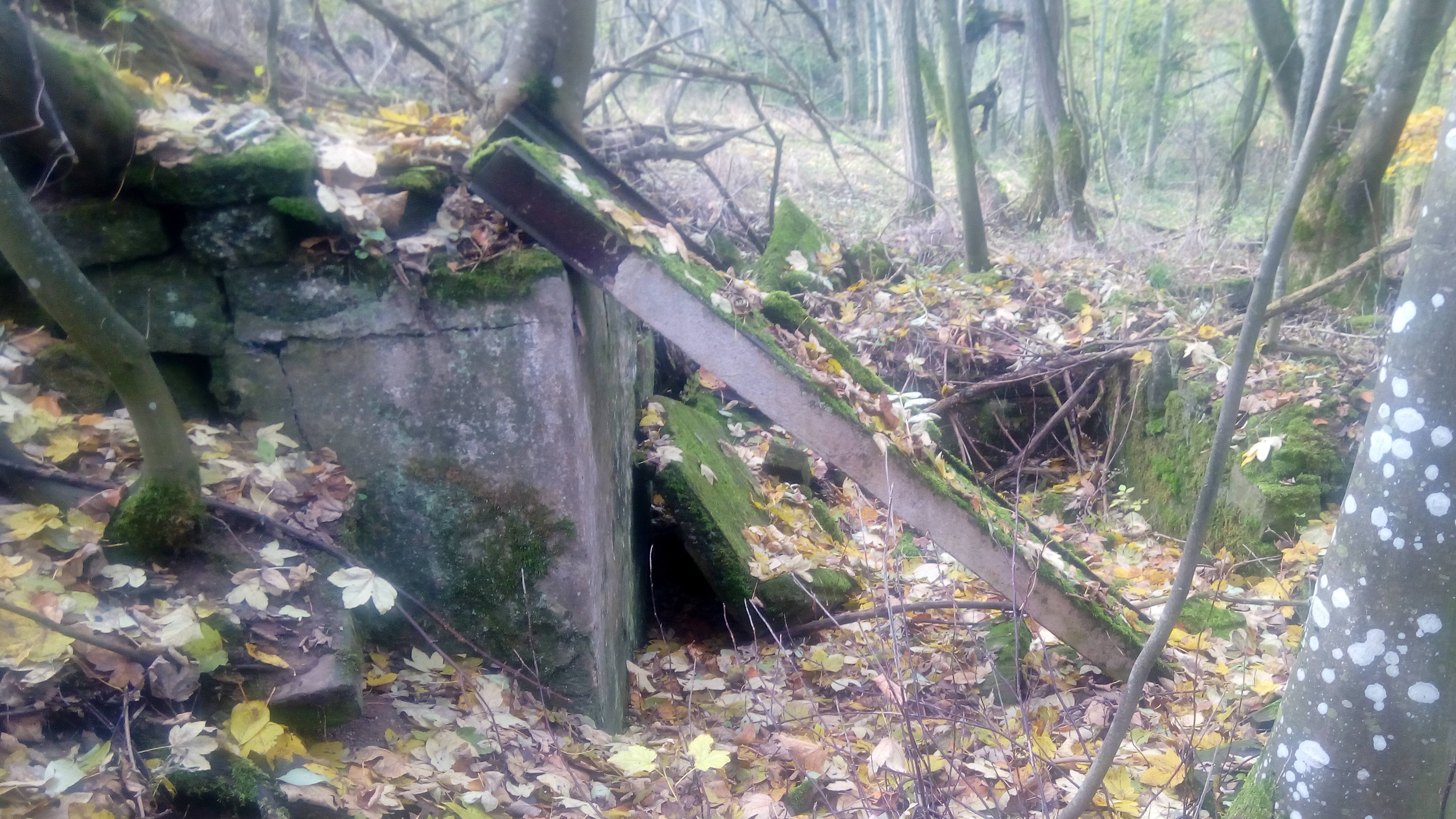
Gebäudereste der Wüstung Gickelhof

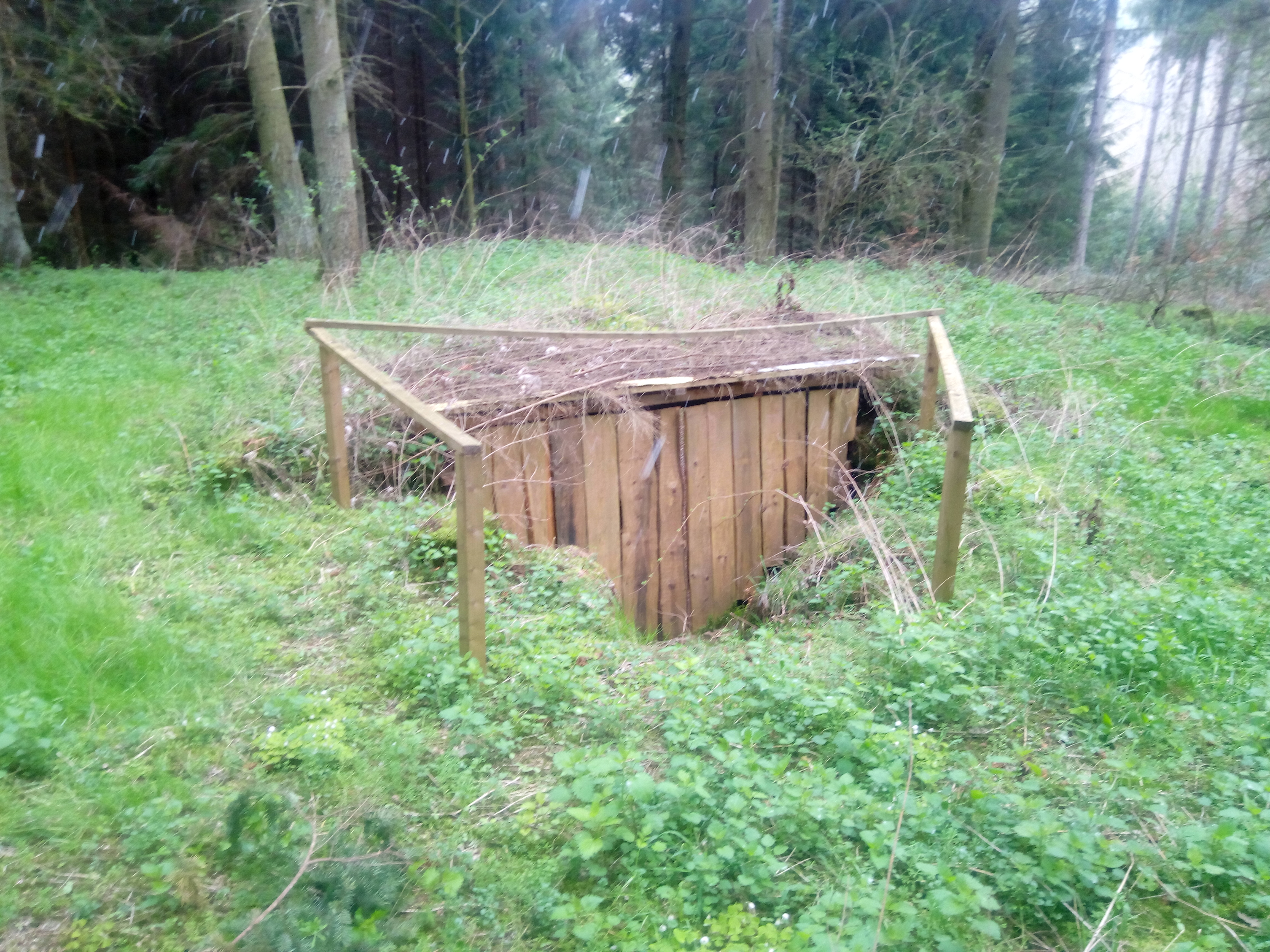
Gesicherter Kellerzugang einer Ruine der Wüstung Otterhof

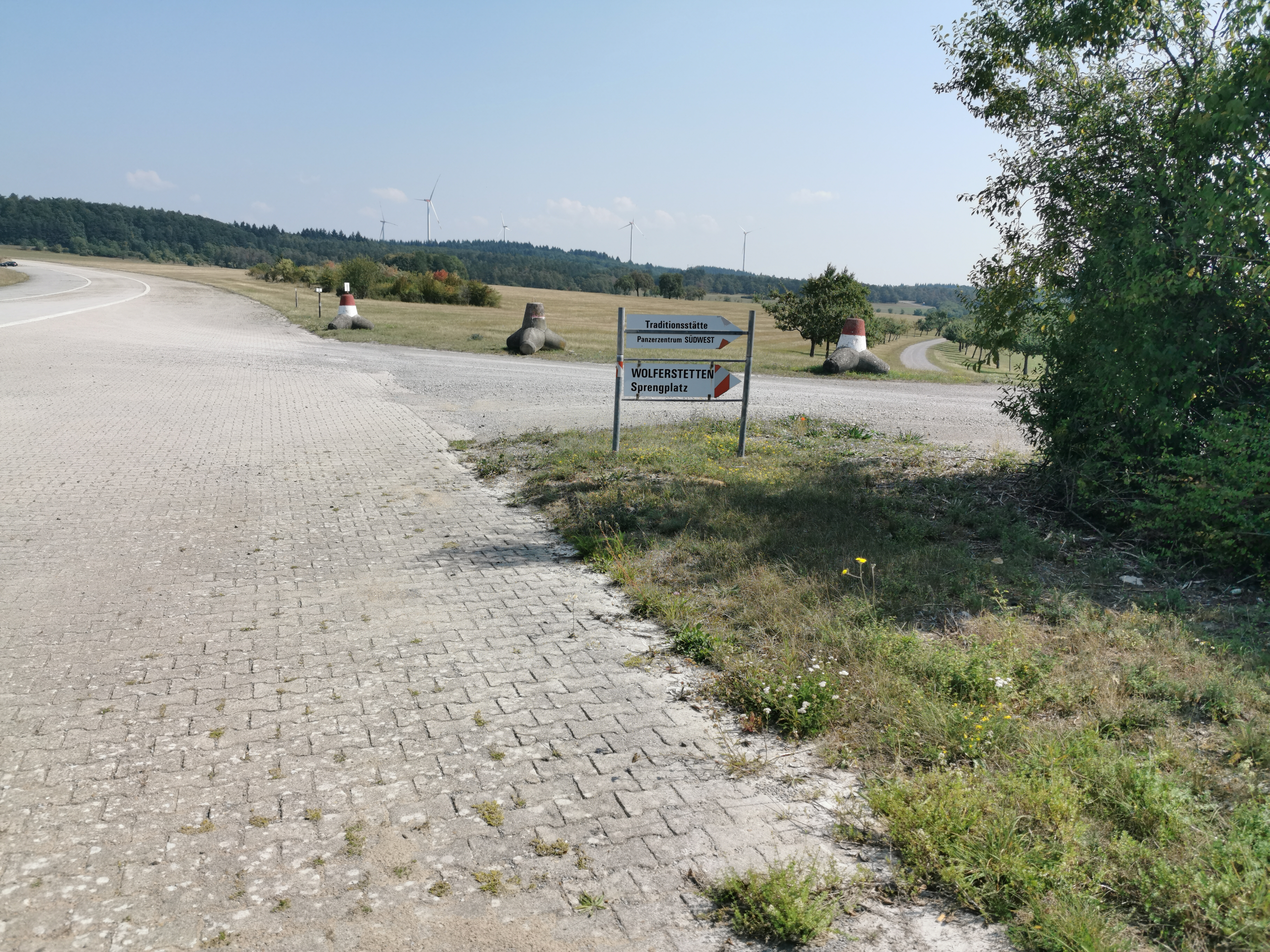
Hinweisschild auf einen Sprengplatz der Bundeswehr auf der Gemarkung des aufgegebenen Weilers Wolferstetten

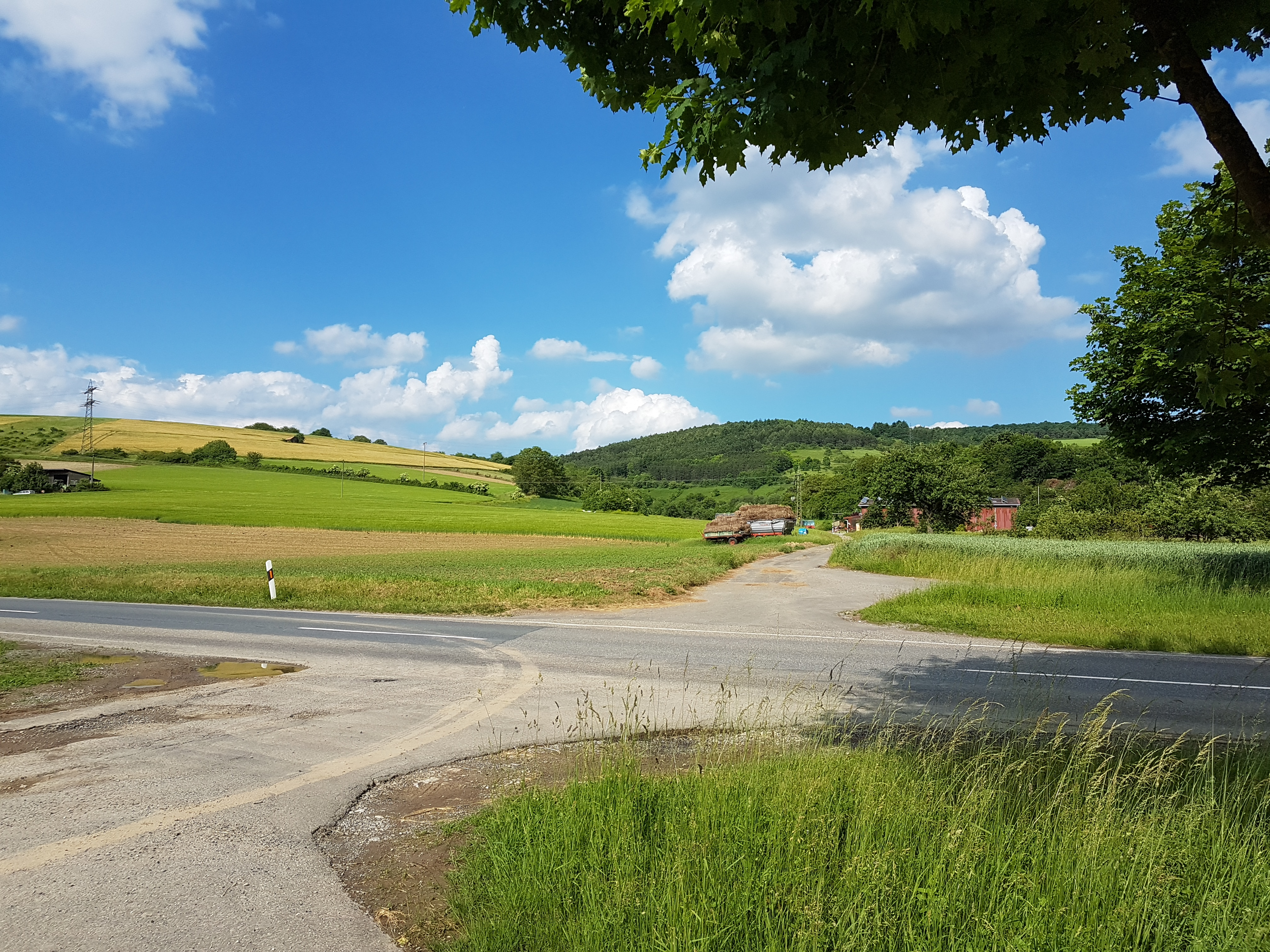
Die Wüstung Fahrental war namengebend für den Fahrentalsgraben

Alphabet der Wüstungen im Main-Tauber-Kreis:
| - Alte Burg (Räuberschlößchen) zu Freudenberg - Alterhof zu Creglingen - Arnoldesfelden zu Ahorn - Asbach zu Bad Mergentheim - Aschertal zu Wertheim - Balderthausen zu Lauda-Königshofen - Bargen zu Wertheim - Betzwiesen zu Külsheim - Bickelhof zu Großrinderfeld - Börzel (Bürzel) zu Igersheim - Bösehof zu Großrinderfeld - Bolzhausen zu Weikersheim - Botenmühle zu Wertheim - Brechelberg zu Boxberg - Buchele zu Bad Mergentheim - Bürgel zu Königheim - Bürzel (Börzel) zu Igersheim - Dachtel zu Assamstadt - Dächsenheim zu Igersheim - Degelbronn zu Weikersheim - Deinbuch (Tainbach) zu Bad Mergentheim - Dietenhausen zu Boxberg - Dunkenrod zu Niederstetten - Ehrbrunn zu Lauda-Königshofen - Enkersberg zu Creglingen - Erdburg (Irtenberg) zu Großrinderfeld - Erdburg zu Wittighausen - Erpurg zu Creglingen - Fahrental (Farental) zu Tauberbischofsheim - Frohehof zu Großrinderfeld - Geishof zu Wertheim - Gickelhof zu Külsheim - Giffinger Grund zu Boxberg - Glappenhausen zu Freudenberg - Goldbach zu Igersheim - Goldberg zu Boxberg - Greifenbronn zu Niederstetten - Habihetal zu Ahorn - Hachtel zu Boxberg - Hagenfeld zu Lauda-Königshofen - Hartbach zu Assamstadt - Hattendorf zu Lauda-Königshofen - Hellenmühle zu Creglingen - Helmpach zu Niederstetten - Helzenberg zu Werbach - Helzenberg zu Wertheim - Heroldeshalden zu Creglingen - Heymot zu Creglingen - Hildbrandszell zu Külsheim - Hof zu Bad Mergentheim - Hof am See zu Assamstadt - Hohenloch zu Weikersheim - Hohenweiler zu Creglingen - Hohenweiler zu Niederstetten - Igelstrut zu Bad Mergentheim - Irtenberg (Erdburg) zu Großrinderfeld - Kailstadt zu Boxberg - Karlsdorf - Kenwer zu Wertheim - Kettenburg zu Bad Mergentheim - Kleingerlachsheim (Lützellauda) zu Lauda-Königshofen - Kunzenweiler zu Niederstetten | - Langenfeld zu Königheim - Laubertsbronn zu Bad Mergentheim - Lemmerheim zu Creglingen - Lindlein zu Niederstetten - Losenhofen zu Tauberbischofsheim - Lützellauda (Kleingerlachsheim) zu Lauda-Königshofen - Lullenseit zu Freudenberg - Meisenheim zu Boxberg - Mutershusen zu Wertheim - Mutzenbronn zu Weikersheim - Neidingen (Neidel) zu Assamstadt - Niederhausen zu Weikersheim - Niederweiler zu Boxberg - Osternach zu Ahorn - Otterhof zu Külsheim - Poppenbronner Hof zu Weikersheim - Radolzhausen zu Niederstetten - Räuberschlößchen (Alte Burg) zu Freudenberg - Raweg zu Niederstetten - Reckertsfelden zu Niederstetten - Reicheltzheim zu Weikersheim - Remmelhof zu Wertheim - Rieden zu Boxberg - Riet zu Bad Mergentheim - Ritter(s)hof zu Igersheim - Rödelsee zu Lauda-Königshofen - Rötelsee zu Igersheim - Rohrensee zu Großrinderfeld - Rückertshöflein zu Tauberbischofsheim - Rumphsthusen zu Ahorn - Schafhof zu Niederstetten - Scheinhof zu Weikersheim - Schloßgewann zu Grünsfeld - Schönbronn zu Igersheim - Schöntal zu Niederstetten - Schuckhof zu Boxberg - Schüleinshof (Schülleshof) zu Weikersheim - Sole zu Boxberg - Spechtshof zu Weikersheim - Steinhaus zu Grünsfeld - Tainbach (Deinbuch) zu Bad Mergentheim - Tauberberg zu Weikersheim - Taxenfeld zu Lauda-Königshofen - Tenbach zu Lauda-Königshofen - Teufelsburg zu Freudenberg - Tückelhäuser zu Igersheim - Wanhausen zu Wertheim - Weildorf zu Boxberg - Wessenberg zu Weikersheim - Wetenburg zu Wertheim - Willetzheim (Willenzheim) zu Tauberbischofsheim - Wieset zu Creglingen - Wieset zu Niederstetten - Wingelstadt zu Boxberg - Wolferstetten(er Hof) zu Külsheim - Wüstenneussig zu Igersheim |